# Lelów (gromada)
Lelów – dawna gromada, czyli najmniejsza jednostka podziału terytorialnego Polskiej Rzeczypospolitej Ludowej w latach 1954–1972.
Gromady, z gromadzkimi radami narodowymi (GRN) jako organami władzy najniższego stopnia na wsi, funkcjonowały od reformy reorganizującej administrację wiejską przeprowadzonej jesienią 1954 do momentu ich zniesienia z dniem 1 stycznia 1973, tym samym wypierając organizację gminną w latach 1954–1972.
Gromadę Lelów z siedzibą GRN w Lelowie utworzono – jako jedną z 8759 gromad na obszarze Polski – w powiecie włoszczowskim w woj. kieleckim, na mocy uchwały nr 13l/54 WRN w Kielcach z dnia 29 września 1954. W skład jednostki weszły obszary dotychczasowych gromad Lelów, Turzyn, Zbyczyce i Staromieście ze zniesionej gminy Lelów w tymże powiecie. Dla gromady ustalono 17 członków gromadzkiej rady narodowej.
1 stycznia 1957 do gromady Lelów przyłączono przysiółek Podlelowie I z gromady Ślęzany w tymże powiecie oraz przysiółek Gaiska z gromady Sokolniki w powiecie myszkowskim w woj. katowickim.
31 grudnia 1959 do gromady Lelów przyłączono obszary zniesionych gromad Biała Wielka i Ślęzany.
31 grudnia 1961 do gromady Lelów przyłączono wieś Mełchów ze zniesionej gromady Drochlin.
Gromada przetrwała do końca 1972 roku, czyli do kolejnej reformy gminnej. 1 stycznia 1973 reaktywowano gminę Lelów.